# Carl August Wulff
Carl August Wulff (* 20. August 1808 in Hamburg; † 4. November 1897 ebenda) war ein deutscher Kaufmann.

## Leben
Wulff war nach seiner Schulzeit eine längere Zeit in der Zuckersiederei seines Vaters in Hamburg tätig. Später ging Wulff nach London, wo er sich im Handelshaus seiner Brüder kaufmännisch weiterbildete. Gemeinsam mit Hermann Conrad Baasch gründete er 1842 die Handelsfirma C. A. Wulff & Baasch, die bis 1872 in Hamburg bestand.
Wulff bekleidete verschiedene Ehrenämter. So war er 1852 Provisor des Waisenhauses, 1853 bis 1855 Handelsrichter, 1855 Steuerbürger sowie 1858 und 1859 Bankbürger. Zudem wurde Wulff am 6. Juni 1859 zum Verordneten der Kämmerei (später Finanzdeputation) gewählt. Er wurde von dieser Behörde in verschiedene Deputationen abgeordnet und gehörte ihr bis 1868 an. 
Er engagierte sich in der Verwaltung der St. Jacobikirche. Dort fungierte Wulff 1853 und 1854 als Adjunkt, von 1855 bis 1870 als Hundertachtziger sowie 1871 bis 1896 als Kirchenvorsteher. Zusammen mit Hauptpastor Baur der St. Jacobikirche stiftete er für die St. Nikolaikirche die von Fritz Neuber geschaffene Bildsäule des Balthasar Schuppius.
Wulff gehörte von 1859 bis 1868 der Hamburgischen Bürgerschaft als Abgeordneter an.